# Andrej Beli
Andrej Beli (rusko Андре́й Бе́лый, pravo ime Boris Nikolajevič Bugajev (Бори́с Никола́евич Буга́ев)), ruski pisatelj, pesnik in literarni kritik, * 26. oktober (16. oktober, ruski koledar) 1880, Moskva, Ruski imperij (sedaj Rusija), †  8. januar 1934, Moskva, Sovjetska zveza. 
Kot pesnik je Beli v pesmih nenehno iskal novih načinov izražanja; zgledoval se je po ritmu ljudskih pesmi, kot pisatelj, pa je bil Beli predstavnik
ruskega simbolizma. Rusko revolucijo je razlagal kot
mesijanski dogodek.

## Dela
- glavne pesniške zbirke:
  - Herojska simfonija
  - Severna simfonija
  - Dramatična simfonija
- romani:
  - Srebrni golob
  - Peterburg
  - Kotik Letajev